# Јабланичка Међуопштинска лига 2018/19.

## Клубови у сезони 2018/19
| Клуб                  | Насеље        |
| --------------------- | ------------- |
| ФК Јединство          | Шишава        |
| ФК Радник Сушица 2012 | Кукуловце     |
| ФК Плантажа           | Доње Стопање  |
| ФК Миланово           | Миланово      |
| ФК Младост            | Батуловце     |
| ФК Градац             | Конопница     |
| ФК Марјан МБ          | Мала Биљаница |
| ФК БСК                | Белановце     |
| ФК Слобода            | Доње Бријање  |
| ФК Реал               | Доња Јајина   |
| ФК Леминд 1953        | Лесковац      |
| ФК Моравац            | Печењевце     |
| ФК Братство           | Братмиловце   |
| ФК Тодоровце          | Тодоровце     |
| ФК Велико Трњане      | Велико Трњане |
| ФК Раднички           | Пертате       |